# Biserica Ortodoxă Etiopiană
Biserica ortodoxă etiopiană (în limba amharică:Yäityop'ya ortodoks täwahedo bétäkrestyan) este o biserică veche orientală coptă autocefală care s-a desprins de patriarhul copt din Alexandria în 1959. Biserica ortodoxă etiopiană numără 45.000.000 credincioși, ceea ce reprezintă 60% din populația Etiopiei. Biserica mai este cunoscută și sub denumirea de Täwahedo ceea ce în limba gî'îz (limba în care se țin liturghiile) înseamnă unitate.

## Asemănări cu iudaismul
- copiii de parte bărbătească sunt tăiați împrejur în a opta zi de la naștere
- există interdicții în ceea ce privește consumul de carne de porc și de pește fără solzi
- sunt două zile de sărbătoare pe săptămână: duminica și sâmbăta
- se jertfesc animale, în special miei
- femeile au oprită intrarea în biserică când sunt în timpul menstruației, trebuie să își acopere capul cu un batic numit shash
- în biserică femeile stau separate de bărbați
- la intrarea în biserică credincioșii se descalță
- bisericile sunt construite după planul templului lui Solomon după cum este știut din Biblie, și care cuprinde trei părți: qeddeste-qeddusan- sanctuarul închis, queddest - spațiul sfânt și qene mahelet - unde preoții citesc scripturile.

## Calendar
Calendarul etiopian provine de la calendarul bisericii copte cu unele modificări. Calendarul este cu 7-8 ani mai puțin decât calendarul gregorian. Anul este compus din 365 zile, la 4 ani i se mai adaugă o zi, iar fiecare ani din această serie de patru îi este dedicată unui sfânt urmând ordinea: Ioan, Matei, Marcu, Luca. Anul este împărțit în 12 luni a câte 30 de zile. La sfârșitul fiecărui an i se adaugă 5 zile extra numite Pagumen, în anii bisecți Pagumen-ul are 6 zile. Anul Nou (Enkutatash) se sărbătortește pe 11-12 septembrie după calendarul gregorian dată ce corespunde zilei de 1 meskerem în calendarul etiopian.
Lunile:
- meskerem în septembrie-octombrie
- taqemt
- hedar
- tahsas
- ter
- yekatit
- megabit
- miyazia
- gimbot
- sene
- hamle
- nehase

Zilele săptămânii:
- Ehud, Senbete Krestian-luni
- sagno-marți
- maksagno-miercuri
- rabue-joi
- hamus-vineri
- sudus,arb-sâmbătă
- qadamit sanbat-duminică

Primul an al noului mileniu etiopian a fost pe 13 septembrie 2007. Ora 00:00 în orarul etiopian corespunde orei 6:00 al fusului orar internațional

## Sărbători mari în biserica etiopiană
- 7 ianuarie (29 tahsas)-Gena Crăciunul
- 19 ianuarie (11 ter)-Timket boboteaza
- 27 septembrie (17 meskerem)-Meskel Găsirea Adevăratei Cruci
- Paștele și Săptămâna Mare sunt ca și în celelalte religii creștine cu data schimbătoare.

## Galerie de imagini

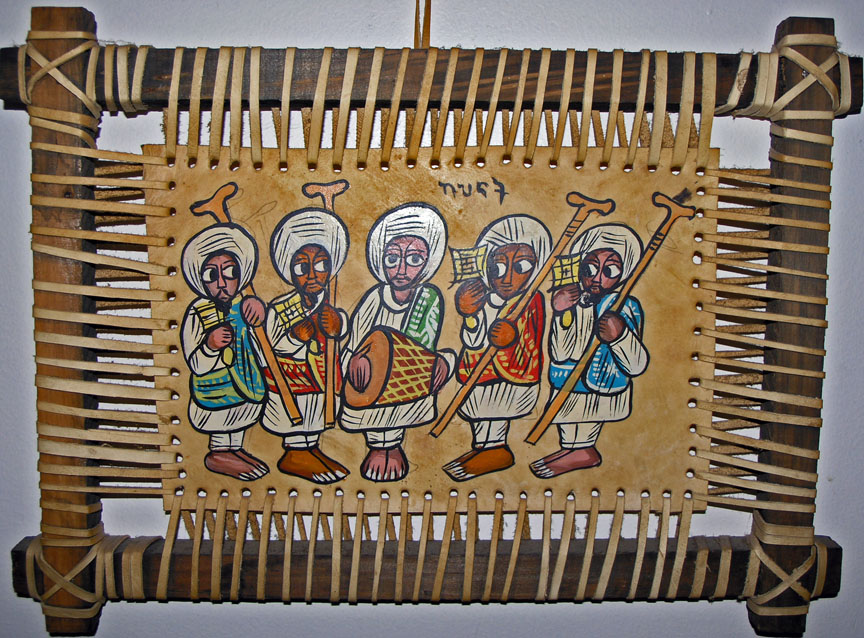
Pictură religioasă etiopiană
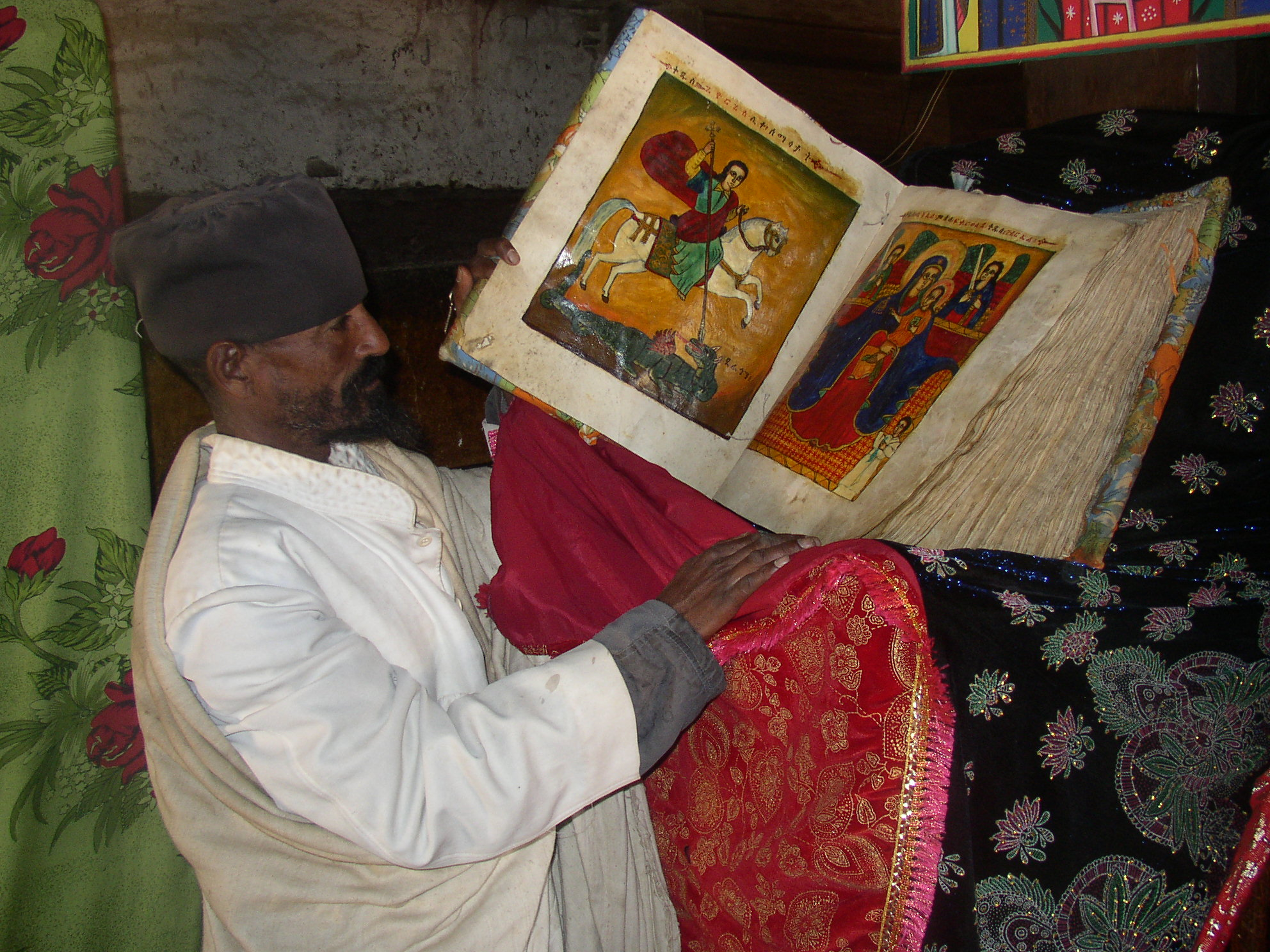
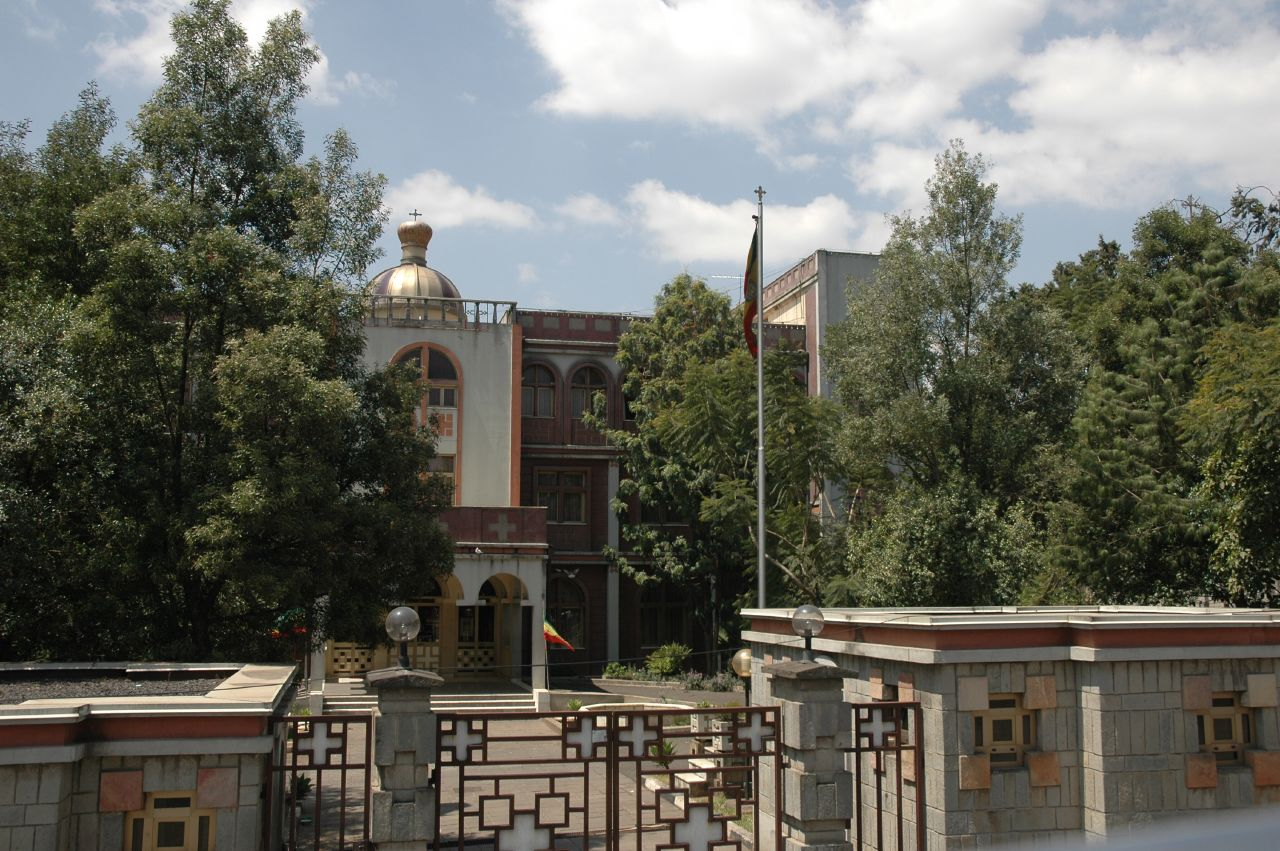
Biserică în Addis Abeba
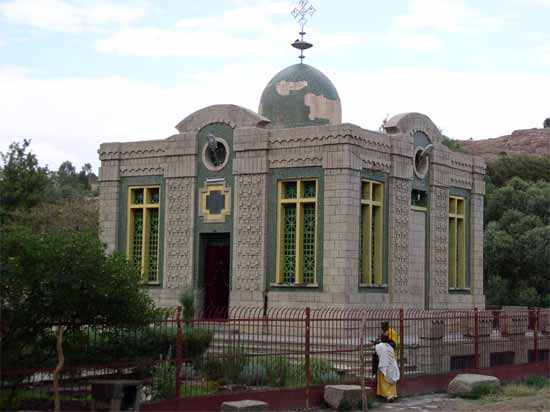
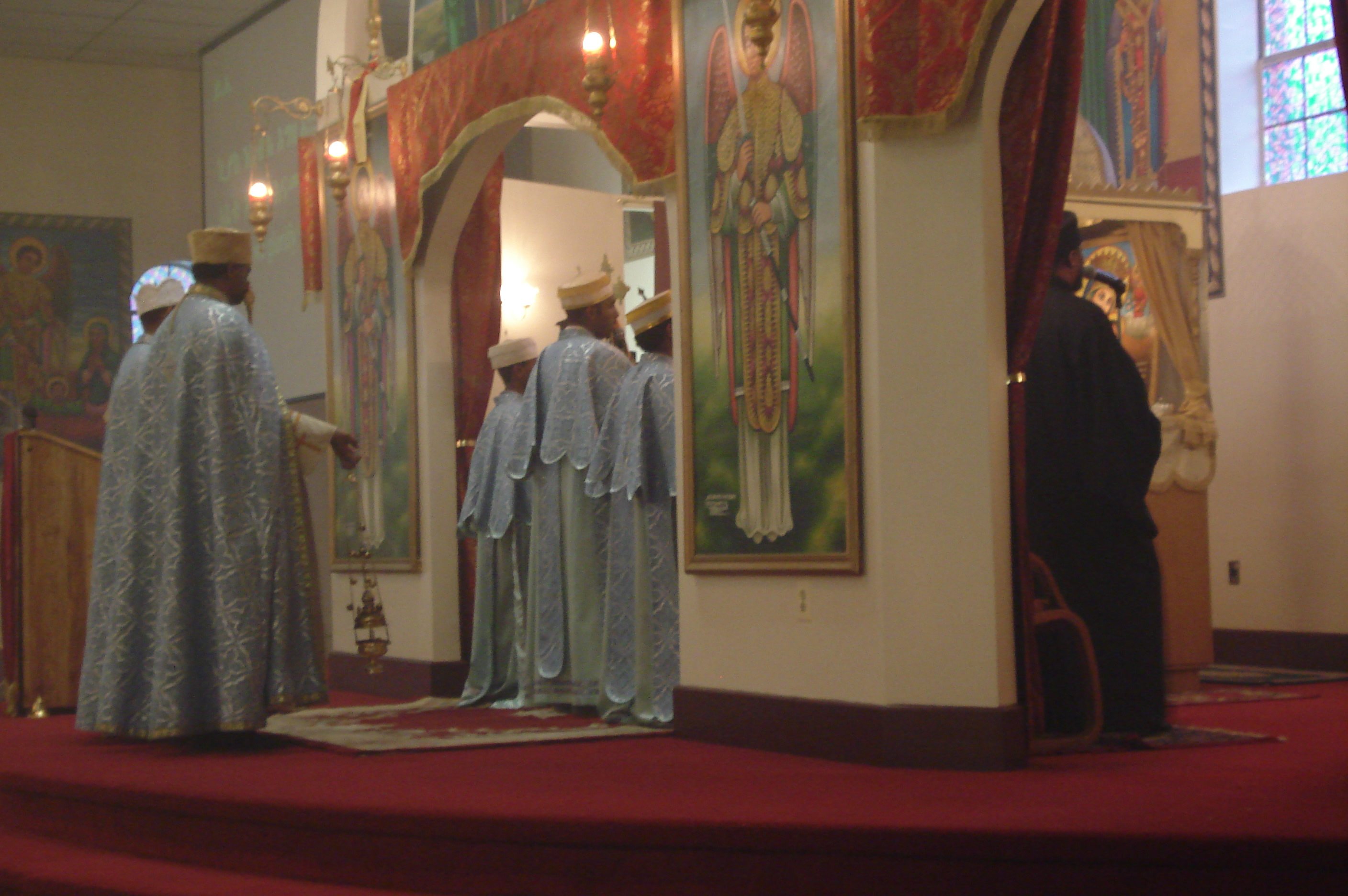
Preoţi etiopieni
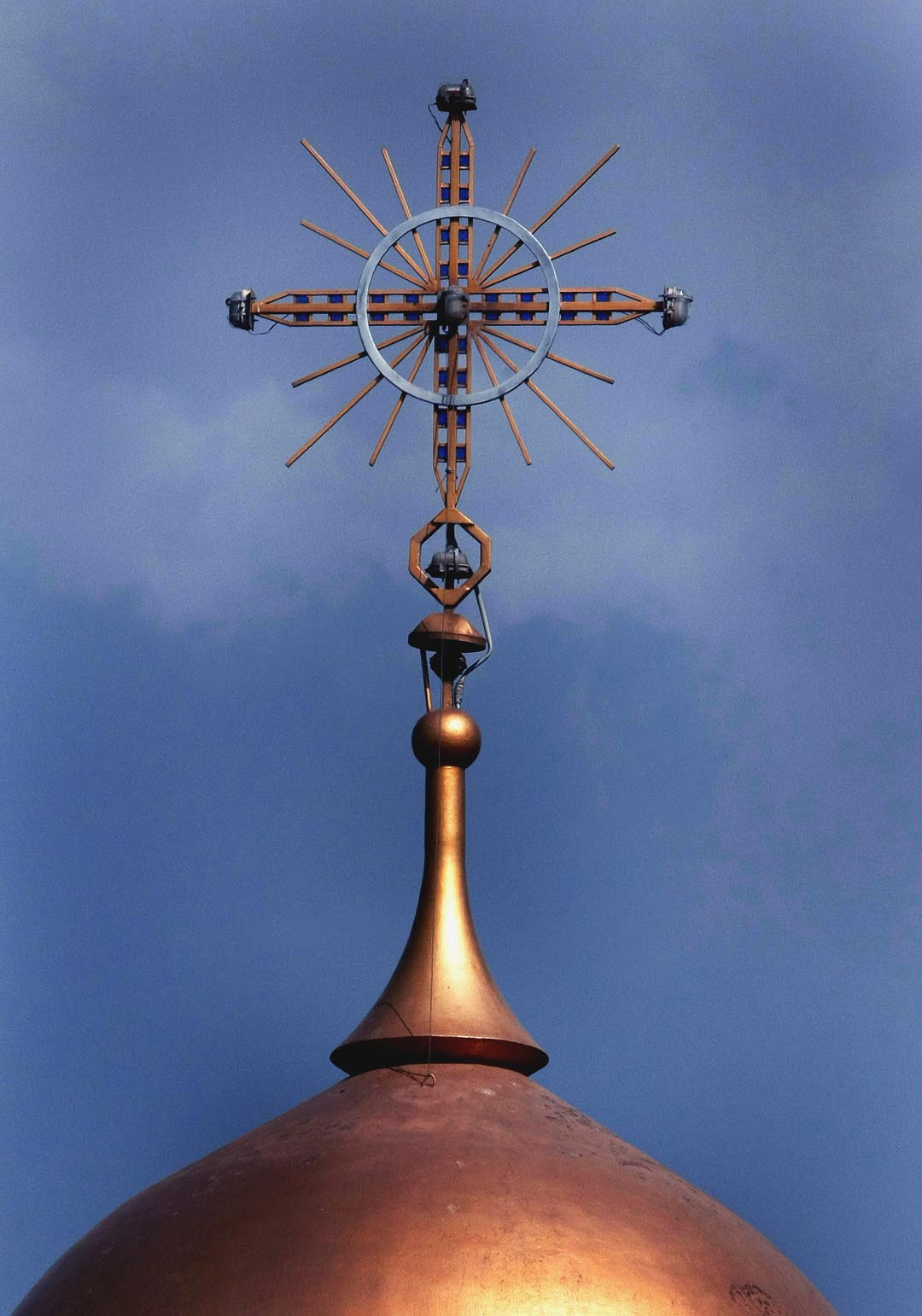
Cruce ortodoxă etiopiană
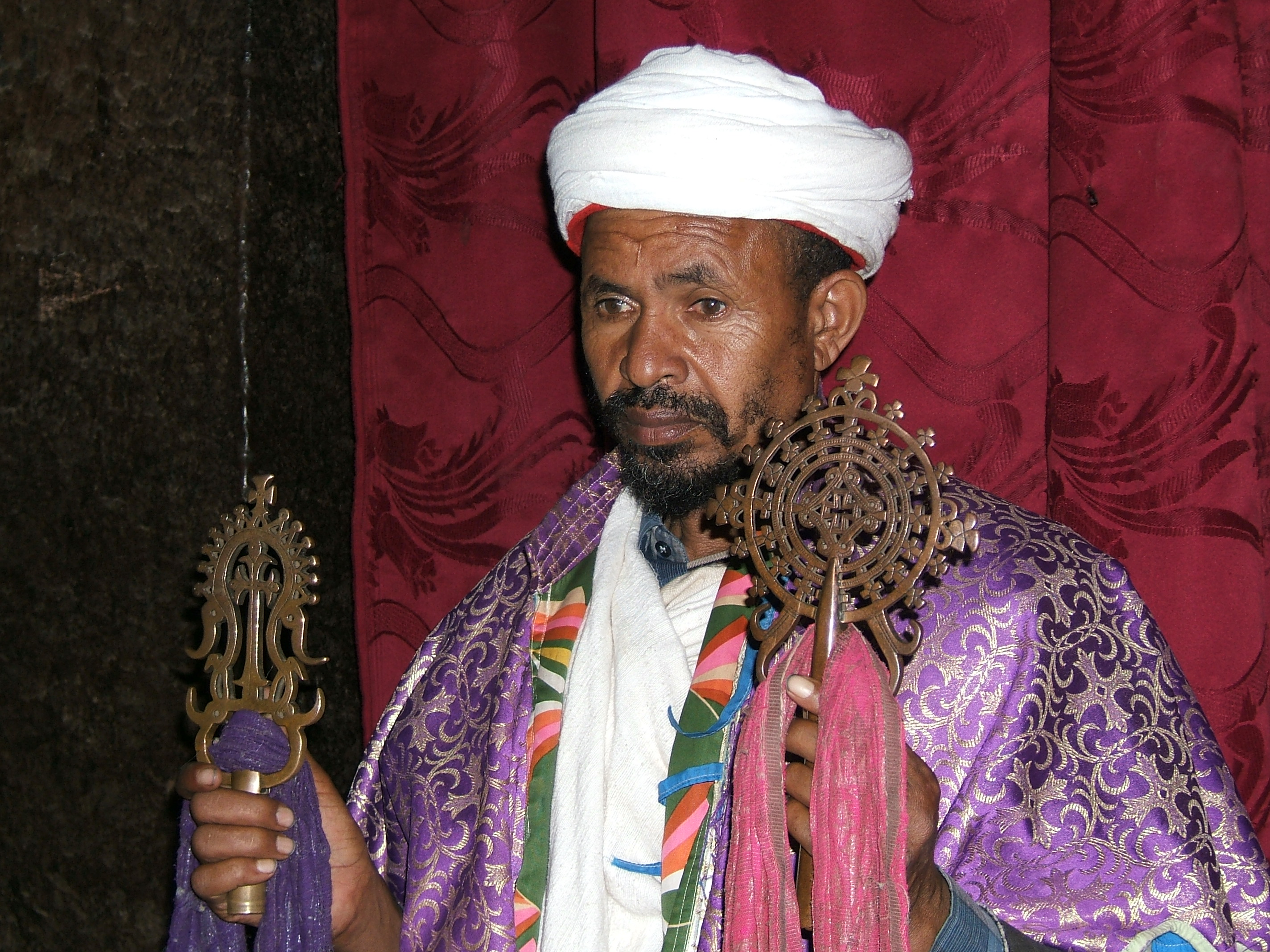
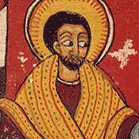
Icoană
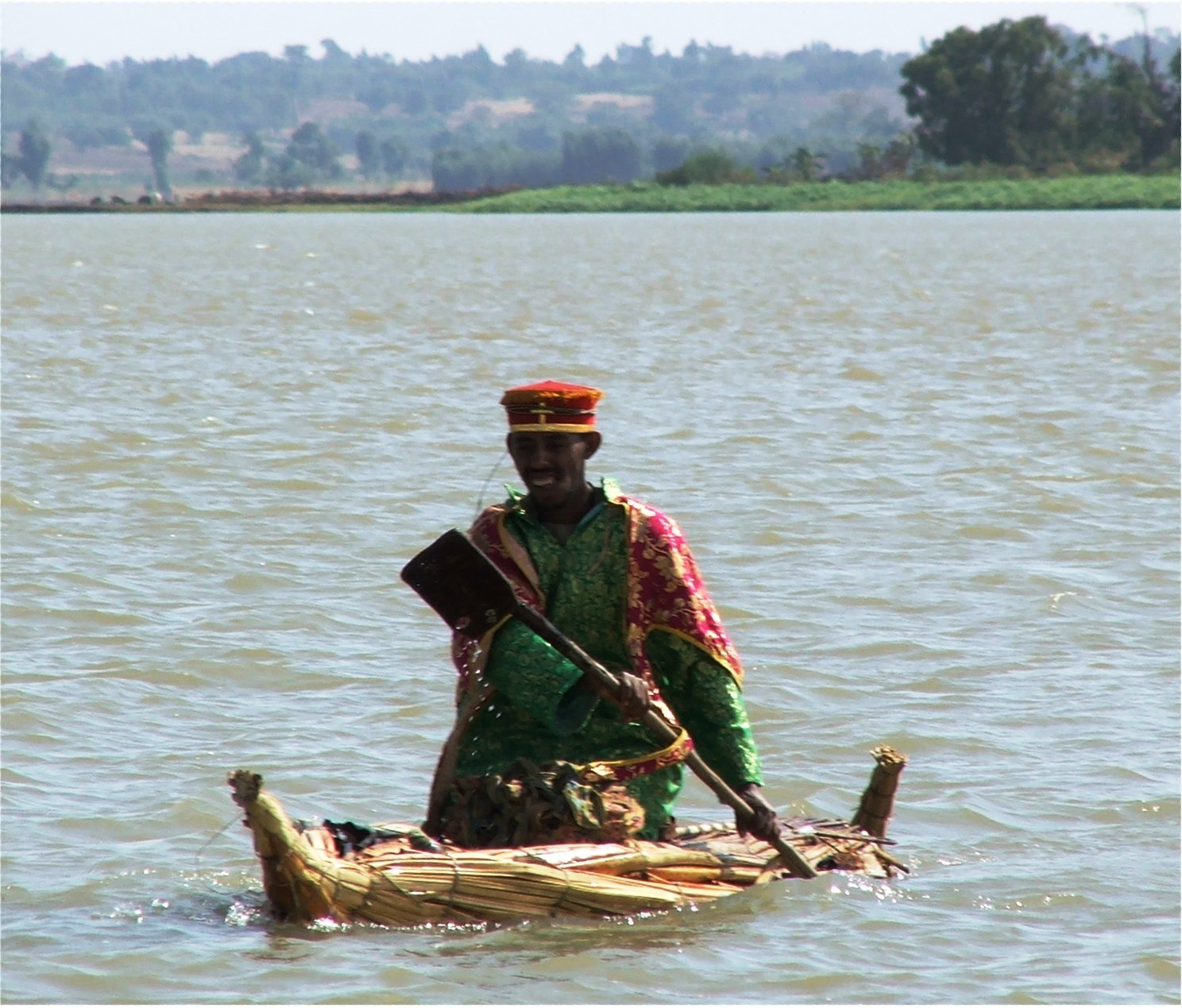
Preot ortodox
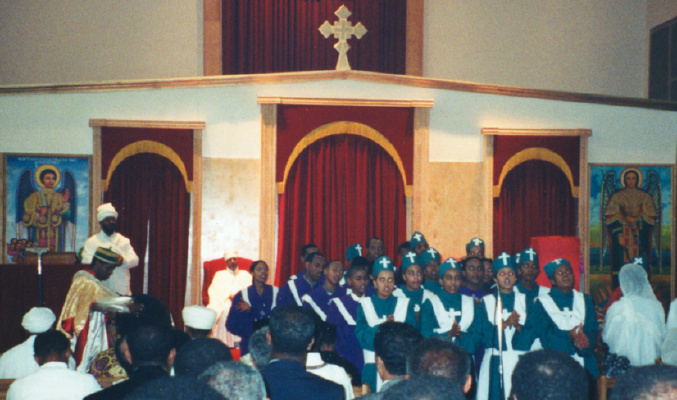
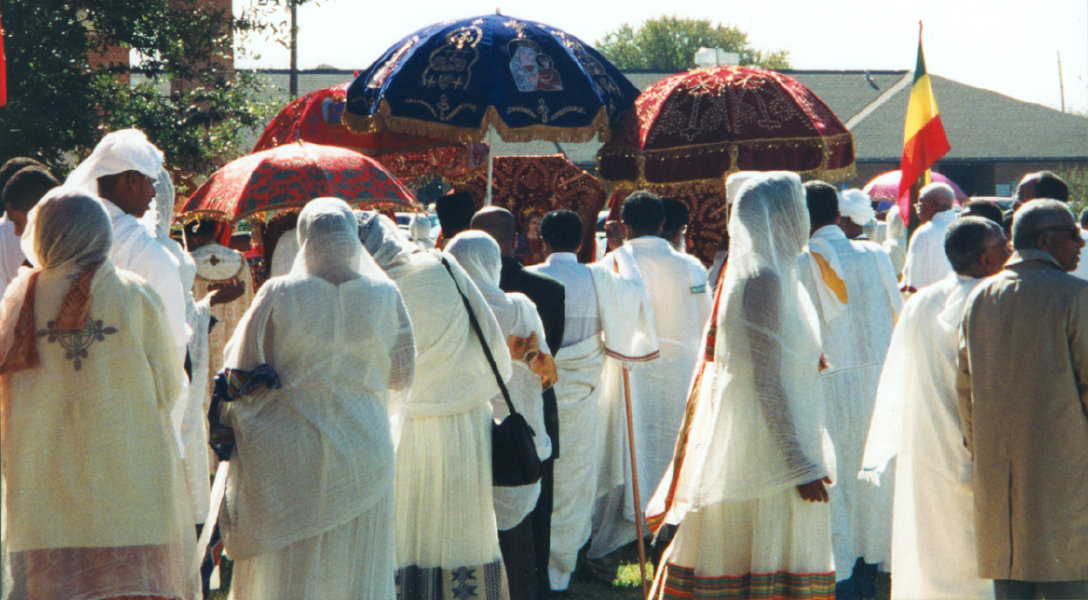
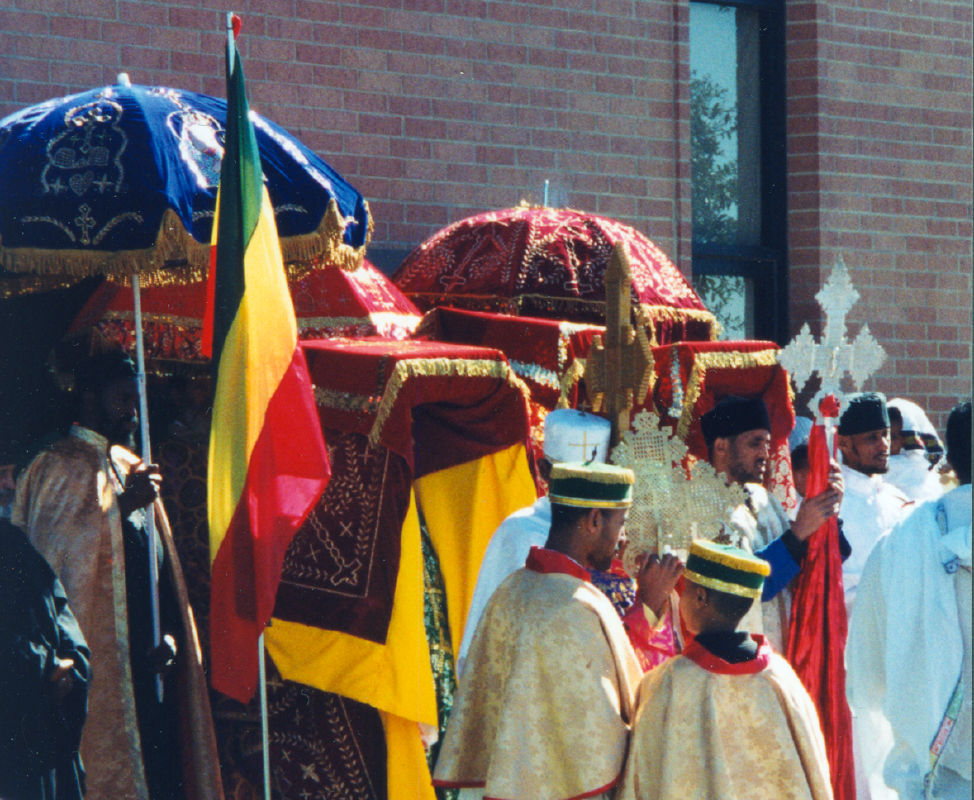
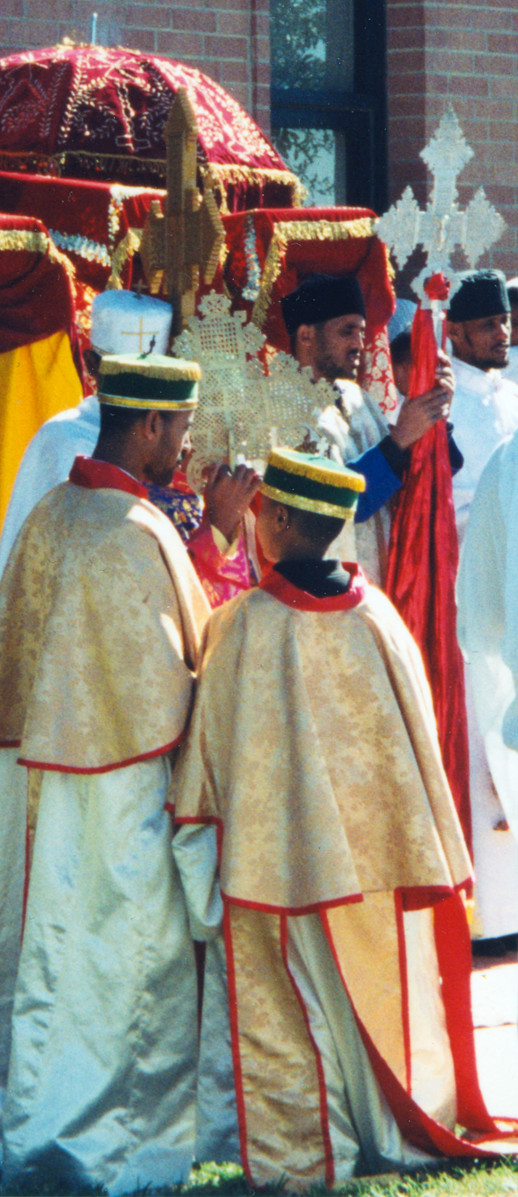
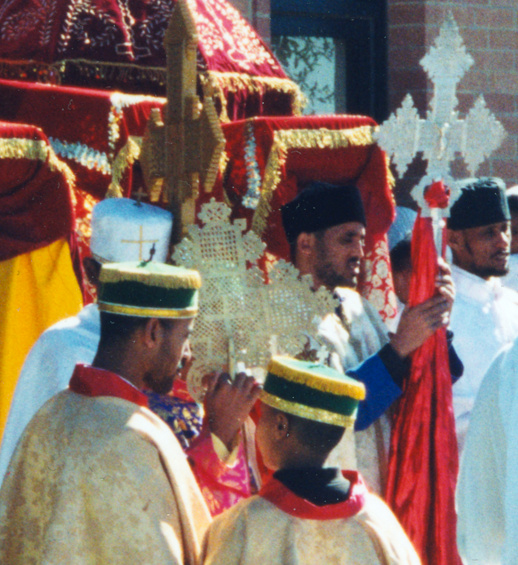
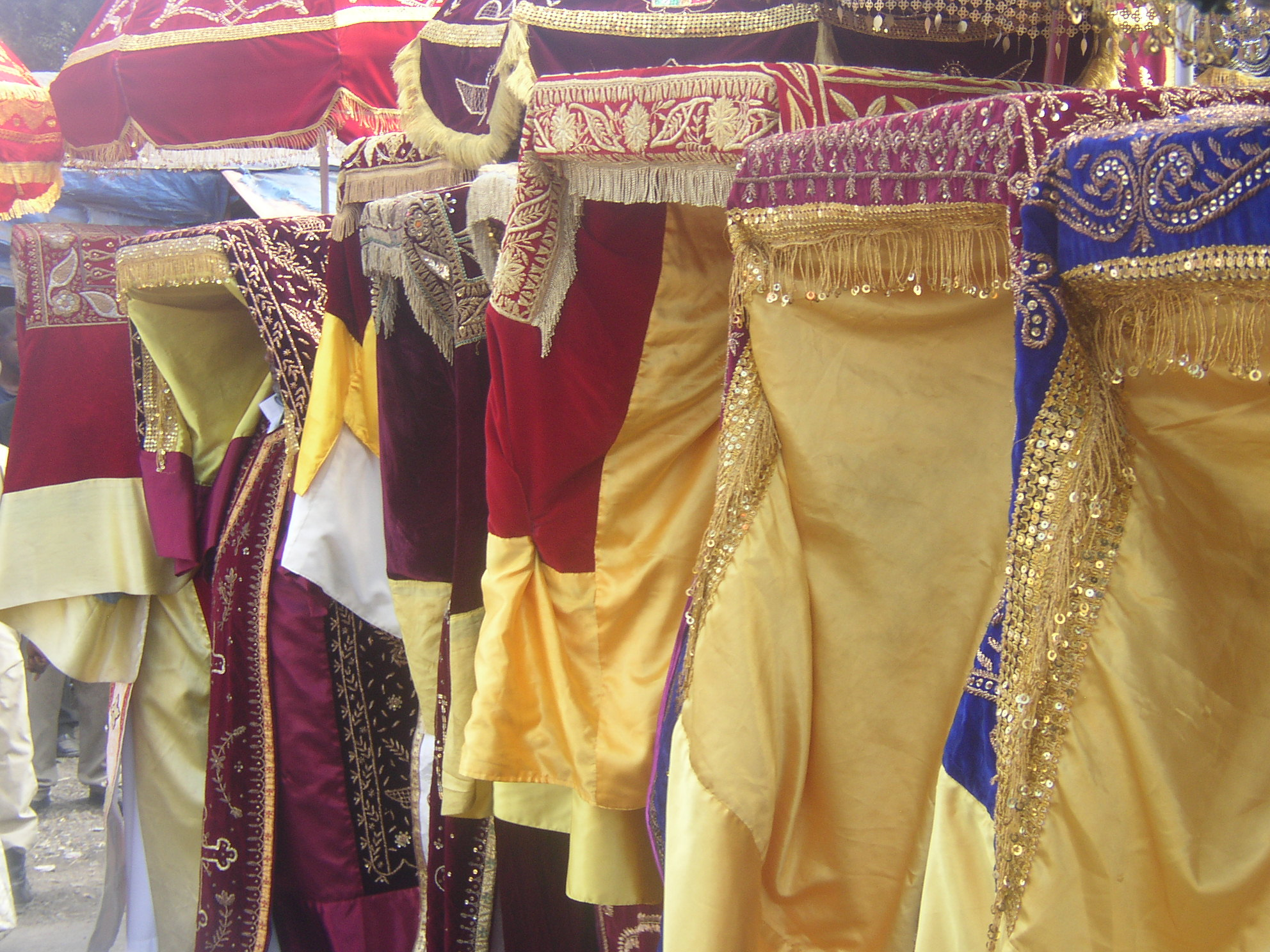
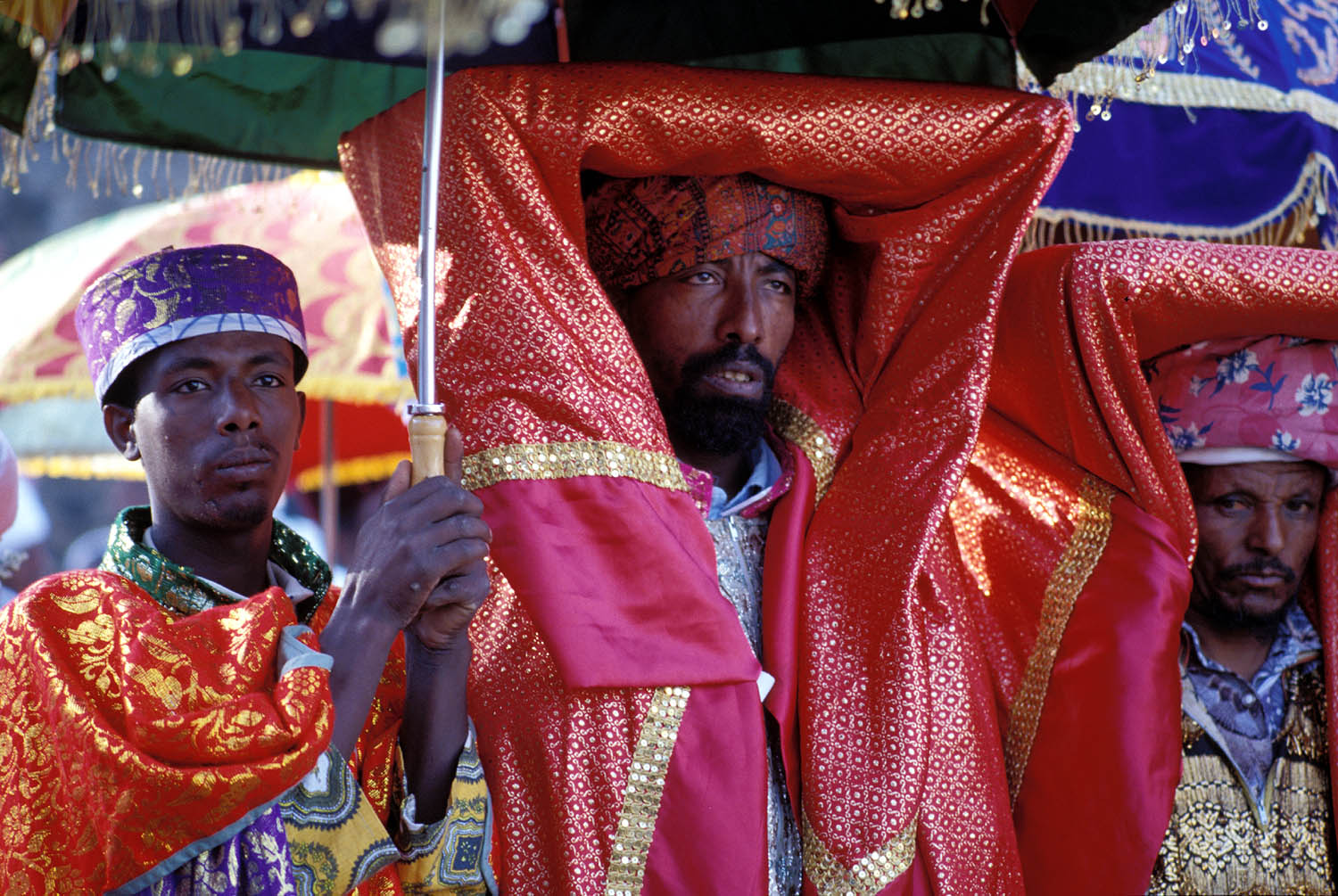
Boboteaza (Timket)
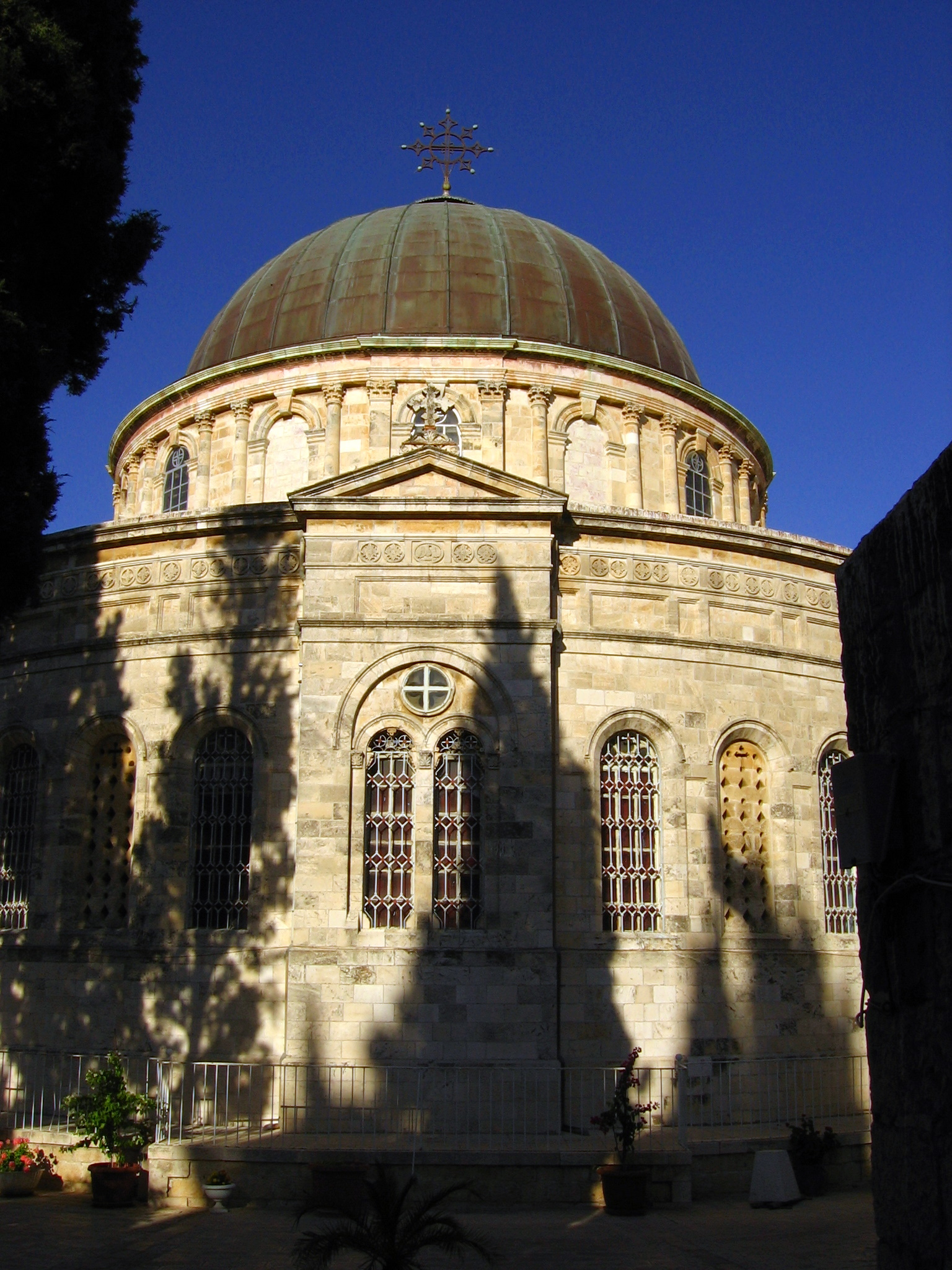
Biserică etiopiană